# Klaus Berg (Liedtexter)
Klaus Berg (* 25. März 1912 in Bremen; † 2. Januar 2001) war ein deutscher evangelischer Pfarrer und Lieddichter.

## Werdegang
Bergs Großväter hatten als Pfarrer in Rheinhessen bzw. Pommern gewirkt. Klaus Berg studierte an den Universitäten in Greifswald und Göttingen und legte die Theologischen Examensprüfungen in Stettin ab. Hierauf wurde er zum Kriegsdienst einberufen und in Russland eingesetzt. Dort geriet er in Kriegsgefangenschaft und wurde für fünf Jahre in einem Lager in Stalingrad interniert; zuletzt zu einer Haftstrafe verurteilt, weil er verbotenerweise Andachten im Lager gehalten hatte.
Im Jahr 1950 konnte er in seine Geburtsstadt zurückkehren, wo er 20 Jahre Kirchengemeinden betreute. Anschließend diente er 19 Jahre in der Krankenhausseelsorge im Diakonissenhaus und in den Friedehorster Anstalten.

## Werk
Berg setzte sich für einen modernen Gemeindegesang ein und wollte diesen durch eigene Beiträge bereichern. Er schrieb mindestens sechs Lieder, die in neuere Gesangbücher aufgenommen wurden. In dem von der Evangelischen Kirche im Rheinland herausgegebenen Beiheft zum Evangelischen Kirchengesangbuch, das im Jahr 1984 in Kassel unter dem Titel Singt und dankt – Lieder und Gebete erschienen ist, stehen beispielsweise zwei Lieder von ihm.

### Liedtitel
- Das gleiche Wort
- Hörst du nicht
- In einer Höhle zu Bethlehem
- Nun ziehen wir die Straße
- Wer hat uns gefangen
- Wer in der Liebe bleibt